# Goldman Sachs
The Goldman Sachs Group, Inc. (NYSE: GS) er en amerikansk investeringsbank, der er en af verdens største. I 2012 omsatte virksomheden for 34,2 milliarder dollar, hvilket svarer til 188 milliarder kroner. Banken har i dag 32.000 ansatte. Banken er noteret på New York Stock Exchange og har hovedsæde på Lower Manhattan i New York City. Desuden har virksomheden kontorer i mange af verdens finansielle centre, bl.a. London, Frankfurt am Main, Zürich, Tokyo, Paris, Hongkong, Dubai og Monaco.
Goldman Sachs er i dag et multinationalt selskab, der beskæftiger sig med investeringsrådgivning, porteføljeadministration, værdipapir- og investeringsforvaltning, samt leverer en lang række tjenesteydelser til mange forskellige typer kunder, bl.a. virksomheder, finansielle institutioner, regeringer og velhavende privatkunder. I 2008 administrerede banken en investeringsportefølje på mere end 4.400 mia. kroner.

## Historie
Goldman Sachs blev grundlagt i 1869 af den tyskfødte Marcus Goldman. Svigersønnen Jonathan Sachs begyndte i virksomheden i 1882. Ved samme lejlighed skiftede virksomheden navn til Goldman Sachs. Den blev noteret på New York Stock Exchange i 1896.

### Børsspekulationen i 1929
Under børsspekulationen på Wall Street indtog firmaet en markant rolle: Goldman, Sachs and Compagny var på samme tid en investeringsbank og et børsmæglerfirma. Den 4. december 1928 oprettede man investeringsselskabet Goldman Sachs Trading Corporation. Investeringsselskabets første aktieemission udgjorde 1 million aktier som blev købt af Goldman, Sachs and Compagny for 100 dollars pr aktie, i alt 100.000.000 dollars, og efterfølgende blev 90% af disse solgt til offentligheden for 104 dollars pr aktie. Den 21. februar blev sluttet sammen med investeringsselskabet Financial and Industrial Securities Corporation til et nyt selskab, hvis aktiver blev skønnet til 235 millioner dollars. Kursen på Goldman Sachs Trading Corporations aktier steg den 2. februar til 135,50 dollars og den 7. februar til 222,50 dollars, fordi selskabet købte egne aktier til den kunstigt forhøjede værdi, således købte man den 14. marts 560.724 egne aktier for et beløb af 57.021.936 dollars. En del af aktierne blev efterfølgende solgt til William Crapo Durant, som så videresolgte dem til offentligheden når mulighederne var fordelagtige. Den 26. juli oprettede Goldman Sachs Trading Corporation et nyt datterselskab, Shenandoah Corporation med en aktieemission på 102.500.000 dollars. Emissionskursen var 17,50 dollars pr aktie, men køberkursen startede ved 30 dollars og steg til 36 dollars pr aktie. Den 20. august oprettede Shenandoah et eget datterselskab, Blue Ridge Corporation, med en aktiekapital på 142.000.000 dollars. Karakteristisk for disse virksomheder var et omfattende internt ejerskab i koncernen: af Blue Ridges 7.250.000 almindelige aktier var 6.250.000 i Shenandoahs besiddelse. Endnu i samme uge købte Goldman Sachs Trading Corporation aktiemajoriteten i Pacific American, et investeringsselskab med en kapital på omkring 100 millioner dollars. Da Wall Street-krakket indtraf i 1929, mistede investeringsselskaberne det meste af deres nominelle værdi (fordi de i stor udstrækning havde investeret i hinanden): aktieværdien i Blue Ridge faldt til 63 cent og i Shenandoah til 50 cent den 8. juli 1932, da krisen nåede sit højdepunkt. Således endte spekulationen for firmaet med en fiasko og endte med at skade firmaets omdømme.

### Investeringsrådgivning
Firmaet flyttede i 1930 sit fokus fra værdipapirhandel til investeringsrådgivning. Goldman Sachs håndterede blandt andet Fords børsnotering i 1956. Internationaliseringen af virksomheden tog fart med åbningen af kontorerne i London i 1970. Siden er der fulgt flere opkøb.
Goldman Sachs har leveret flere direktører til skiftende regeringer: Henry Paulson – tidligere CEO blev finansminister under præsidenterne George W. Bush og Barack Obama. Robert Rubin – ligeledes tidligere topchef i Goldman Sachs blev finansminister i Bill Clintons regering. Joshua Bolten – også tidligere topchef, blev stabschef hos George W. Bush. Mario Draghi, formand for Den Europæiske Centralbank var topchef i Goldman Sachs fra 2002-2005.

### Finanskrisen 2007-2010
Goldman Sachs er dog kendt for sin risikovillighed og berygtet for sin rolle under finanskrisen, hvor man med den ene hånd tilbød højrisikolån til boligkøbere, samtidig med at man med den anden hånd spekulerede i, at boligmarkedet ville kollapse. Der var tale om en slags pakker af høj-risikable boliglån, de såkaldte subprime-lån, som Goldman Sachs i stor stil afsatte til bl.a. institutionelle investorer i Europa. Samtidig med, at Goldman Sachs selv spekulerede i, at det amerikanske boligmarked ville falde sammen. Skandalen førte til, at en senatskomité undersøgte investeringsmetoderne, men Goldman Sachs afviste at have gjort noget ulovligt. I juli 2010 fik selskabet dog den største bøde i amerikansk børshistorie af Finanstilsynet (SEC) for at have 'misinformeret kunderne om et investeringsprodukt'. Bøden lød på 550 millioner dollar, cirka 3 milliarder kroner. Dette beløb svarede dog nogenlunde til en uges omsætning for Goldman Sachs, konstaterede Financial Times dengang.
Siden 2006 har Lloyd Blankfein været administrerende direktør. Blankfein undskyldte i 2009 for bankens rolle under finanskrisen og lovede at uddele 500 millioner dollar til mindre virksomheder.

### DONG Energy
I midten af januar 2014 kom Goldman Sachs ind i en ophedet debat om salg af aktier i det statsejede DONG Energy. Staten er villig til at sælge 19 procent af aktierne i energiselskabet for otte milliarder kroner til Goldman Sachs.
Med aftalen investerer Goldman Sachs otte milliarder kroner i DONG Energy via et datterselskab i Luxembourg til gengæld for 19 procent af aktierne, når energiselskabet børsnoteres. De danske pensionsselskaber ATP og PFA, som i øvrigt selv ejer aktier eller har et samarbejde med Goldman Sachs, indskyder andre tre milliarder kroner.